# Algueña
Algueña (em castelhano e oficialmente) ou l'Alguenya (em valenciano) é um município da Espanha na província de Alicante, Comunidade Valenciana. Tem 18,43 km² de área e em 2021 tinha 1 334 habitantes (densidade: 72,4 hab./km²).

## Demografia
| Variação demográfica do município entre 1991 e 2004 | Variação demográfica do município entre 1991 e 2004 | Variação demográfica do município entre 1991 e 2004 | Variação demográfica do município entre 1991 e 2004 |
| --------------------------------------------------- | --------------------------------------------------- | --------------------------------------------------- | --------------------------------------------------- |
| 1991                                                | 1996                                                | 2001                                                | 2004                                                |
| 1490                                                | 1425                                                | 1453                                                | 1515                                                |